# Campionat dels Estats Units de ciclisme en contrarellotge

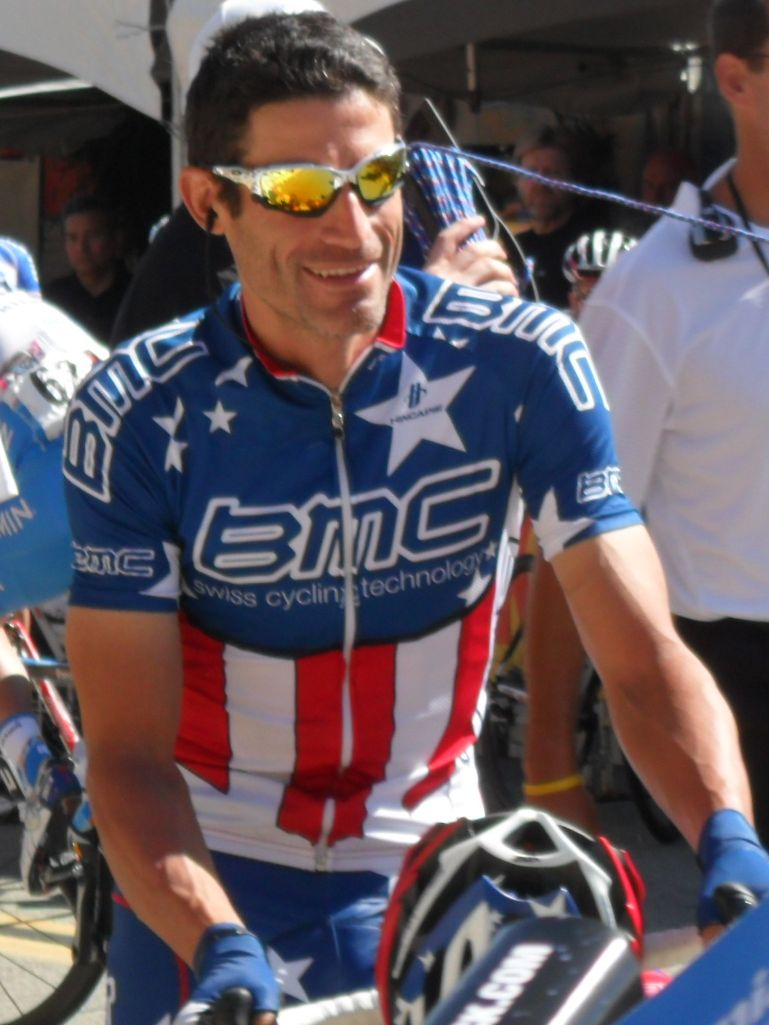
George Hincapie amb el mallot de campió dels Estats Units de contrarellotge al 2010

El Campionat dels Estats Units de ciclisme en contrarellotge s'organitza anualment des de l'any 1975 per determinar el campió ciclista dels Estats Units en la modalitat. Des del 1997 són organitzats per l'UCI.
El títol s'atorga al vencedor d'una única carrera, en la modalitat de contrarellotge individual. El vencedor obté el dret a portar un mallot amb els colors de la bandera dels Estats Units fins al campionat de l'any següent quan disputa proves de contrarellotge.

## Palmarès masculí
| Any  | Primer                                   | Segon                                    | Tercer                                   |
| 1975 | Wayne Stetina                            | John Howard                              | Bill Gallagher                           |
| 1976 | John Howard                              | Tom Margevicius                          | Harold Klein                             |
| 1977 | Paul Deem                                | Alan Kingsbery                           | Bill Watkins                             |
| 1978 | Andrew Weaver                            | Tom Doughty                              | Tom Sain                                 |
| 1979 | Andrew Weaver                            | Tom Doughty                              | George Mount                             |
| 1980 | Tom Doughty                              | Kevin Lutz                               | Wayne Stetina                            |
| 1981 | Tom Doughty                              | Wayne Stetina                            | Dale Stetina                             |
| 1982 | Andrew Weaver                            |                                          |                                          |
| 1983 | Ron Kiefel                               | Kevin Lutz                               | Andrew Paulin                            |
| 1984 | Thurlow Rogers                           |                                          |                                          |
| 1985 | Kent Bostick                             |                                          |                                          |
| 1986 | Karl Maxon                               |                                          |                                          |
| 1987 | Norman Alvis                             |                                          |                                          |
| 1988 | John Frey                                |                                          |                                          |
| 1989 | Nathan Sheafor                           |                                          |                                          |
| 1990 | Steve Hegg                               |                                          |                                          |
| 1991 | Kent Bostick                             |                                          |                                          |
| 1992 | John Stenner                             |                                          |                                          |
| 1993 | Scott Mercier                            |                                          |                                          |
| 1994 | Clay Moseley                             |                                          |                                          |
| 1995 | Steve Hegg                               |                                          |                                          |
| 1996 | Steve Hegg                               |                                          |                                          |
| 1997 | Jonathan Vaughters                       | Norman Alvis                             | Colby Pearce                             |
| 1998 | Dylan Casey                              | Norman Alvis                             | Frank McCormack                          |
| 1999 | Levi Leipheimer                          | Steve Hegg                               | Chris Wherry                             |
| 2000 | Adham Sbeih                              | John Lieswyn                             | Steve Hegg                               |
| 2001 | Trent Klasna                             | Adham Sbeih                              | Doug Ziewacz                             |
| 2002 | Dylan Casey                              | Chris Horner                             | Chris Baldwin                            |
| 2003 | Chris Baldwin                            | Tom Danielson                            | Jason McCartney                          |
| 2004 | David Zabriskie                          | John Lieswyn                             | Kenny Williams                           |
| 2005 | Chris Baldwin                            | Jeff Louder                              | Bernard Van Ulden                        |
| 2006 | David Zabriskie                          | Chris Baldwin                            | Jason McCartney                          |
| 2007 | David Zabriskie                          | Danny Pate                               | Timothy Duggan                           |
| 2008 | David Zabriskie                          | Tom Zirbel                               | Christian Vande Velde                    |
| 2009 | David Zabriskie                          | Scott Zwizanski                          | Bernard Van Ulden                        |
| 2010 | Taylor Phinney                           | Levi Leipheimer                          | Bernard Van Ulden                        |
| 2011 | David Zabriskie                          | Tom Zirbel                               | Matthew Busche                           |
| 2012 | David Zabriskie                          | Tejay van Garderen                       | Brent Bookwalter                         |
| 2013 | Tom Zirbel                               | Brent Bookwalter                         | Nate Brown                               |
| 2014 | Taylor Phinney                           | Tom Zirbel                               | David Williams                           |
| 2015 | Andrew Talansky                          | Benjamin King                            | David Williams                           |
| 2016 | Taylor Phinney                           | Tom Zirbel                               | Alexey Vermeulen                         |
| 2017 | Joey Rosskopf                            | Brent Bookwalter                         | Neilson Powless                          |
| 2018 | Joey Rosskopf                            | Chad Haga                                | Brent Bookwalter                         |
| 2019 | Ian Garrison                             | Neilson Powless                          | George Simpson                           |
| 2020 | No disputats per la pandèmia de COVID-19 | No disputats per la pandèmia de COVID-19 | No disputats per la pandèmia de COVID-19 |
| 2021 | Lawson Craddock                          | Chad Haga                                | Tejay van Garderen                       |
| 2022 | Lawson Craddock                          | Magnus Sheffield                         | George Simpson                           |
| 2023 | Brandon McNulty                          | Will Barta                               | Joey Rosskopf                            |
| 2024 | Brandon McNulty                          | Tyler Stites                             | Neilson Powless                          |
| 2025 | Artem Shmidt                             | Anders Johnson                           | Joshua Lebo                              |

### Palmarès sub-23
| Any  | Primer           | Segon            | Tercer             |
| 2000 | David Zabriskie  | Michael Creed    | Brandon Lovick     |
| 2001 |                  |                  |                    |
| 2002 |                  |                  |                    |
| 2003 | Michael Creed    | Timothy Duggan   | William Frischkorn |
| 2004 | Tyler Farrar     | Timothy Duggan   | Blake Caldwell     |
| 2005 | Steven Cozza     | Brent Bookwalter | Blake Caldwell     |
| 2006 | Brent Bookwalter |                  |                    |
| 2007 |                  |                  |                    |
| 2008 | Peter Stetina    | Robert Sweeting  | Taylor Shelden     |
| 2009 | Peter Stetina    | Bjorn Selander   | Tejay Van Garderen |
| 2010 | Andrew Talansky  | Carter Jones     | David Williams     |
| 2011 | Nathan Brown     | Lawson Craddock  | Eamon Lucas        |
| 2012 | Evan Huffman     | Lawson Craddock  | Nathan Brown       |
| 2013 | Nathan Brown     | Tyler Magner     | Steven Perezluha   |
| 2014 | Taylor Eisenhart | Robin Carpenter  | Benjamin Wolfe     |
| 2015 | Daniel Eaton     | Alexey Vermeulen | Gregory Daniel     |
| 2016 | Geoffrey Curran  | Neilson Powless  | Adrien Costa       |
| 2017 | Brandon McNulty  | William Barta    | Neilson Powless    |
| 2018 | Gage Hecht       | Matteo Jorgenson | Zeke Mostov        |
| 2019 | Ian Garrison     | Gage Hecht       | Conor Schunk       |
| 2021 | Michael Garrison | Jack Bardi       | Tyrel Fuchs        |
| 2022 | Patrick Welch    | Jared Scott      | Michael Garrison   |
| 2023 | Viggo Moore      | Evan Boyle       | Cooper Johnson     |
| 2024 | Artem Scmidt     | Troy Fields      | Owen Cole          |
| 2025 | Cole Kessler     | Owen Cole        | Garin Kelley       |

## Palmarès femení
| Any  | Primera                                  | Segona                                   | Tercera                                  |
| 1975 | Mary Jane Reoch                          | Lyn Lemaire                              | Margy Saunders                           |
| 1976 | Lyn Lemaire                              | Mary Jane Reoch                          | Hannah North                             |
| 1977 | Lyn Lemaire                              | Mary Jane Reoch                          | Connie Carpenter                         |
| 1978 | Esther Salmi                             | Lyn Lemaire                              | Cary Peterson                            |
| 1979 | Beth Heiden                              | Connie Carpenter                         | Mary Jane Reoch                          |
| 1980 | Beth Heiden                              | Mary Jane Reoch                          | Betsy Davis                              |
| 1981 | Connie Carpenter                         | Hannah North                             | Cindy Olavarri                           |
| 1982 | Rebecca Twigg                            | Connie Carpenter                         |                                          |
| 1983 | Cindy Olavarri                           | Deborah Shumway                          | Susan Ehlers                             |
| 1984 | Patti Cashman                            |                                          |                                          |
| 1985 | Elizabeth Larsen                         |                                          |                                          |
| 1986 | Jane Marshall                            |                                          |                                          |
| 1987 | Inga Thompson                            | Rebecca Twigg                            | Jane Marshall                            |
| 1988 | Phyllis Hines                            | Jeanne Golay                             | Jane Marshall                            |
| 1989 | Jeanne Golay                             | Jane Marshall                            | Marion Clignet                           |
| 1990 | Inga Thompson                            | Eve Stephenson                           | Marion Clignet                           |
| 1991 | Inga Thompson                            | Eve Stephenson                           | Maureen Manley                           |
| 1992 | Jeanne Golay                             | Danute Bankaitis-Davis                   | Carol-Ann Bostick                        |
| 1993 | Rebecca Twigg                            |                                          |                                          |
| 1994 | Rebecca Twigg                            | Eve Stephenson                           | Karen Brems-Kurreck                      |
| 1995 | Mari Holden                              | Jeanne Golay                             | Deirdre Demet-Barry                      |
| 1996 | Mari Holden                              | Alison Dunlap                            | Linda Brenneman                          |
| 1997 | Elizabeth Emery                          | Deirdre Demet-Barry                      | Rebecca Twigg                            |
| 1998 | Mari Holden                              | Karen Kurreck                            | Giana Roberge-Goldberg                   |
| 1999 | Mari Holden                              | Elizabeth Emery                          | Emily Robbins                            |
| 2000 | Mari Holden                              | Karen Kurreck                            | Pamela Schuster                          |
| 2001 | Kimberly Bruckner Baldwin                | Mari Holden                              | Pamela Schuster                          |
| 2002 | Kimberly Bruckner Baldwin                | Amber Neben                              | Tina Pic                                 |
| 2003 | Kimberly Bruckner Baldwin                | Deirdre Demet-Barry                      | Amber Neben                              |
| 2004 | Christine Thorburn                       | Amber Neben                              | Deirdre Demet-Barry                      |
| 2005 | Kristin Armstrong                        | Amber Neben                              | Christine Thorburn                       |
| 2006 | Kristin Armstrong                        | Amber Neben                              | Christine Thorburn                       |
| 2007 | Kristin Armstrong                        | Amber Neben                              | Christine Thorburn                       |
| 2008 | Alison Powers                            | Mara Abbott                              | Christine Ruiter                         |
| 2009 | Jessica Phillips                         | Evelyn Stevens                           | Alison Powers                            |
| 2010 | Evelyn Stevens                           | Amber Neben                              | Mara Abbott                              |
| 2011 | Evelyn Stevens                           | Amber Neben                              | Kristin Armstrong                        |
| 2012 | Amber Neben                              | Evelyn Stevens                           | Alison Powers                            |
| 2013 | Carmen Small                             | Kristin McGrath                          | Alison Powers                            |
| 2014 | Alison Powers                            | Carmen Small                             | Tayler Wiles                             |
| 2015 | Kristin Armstrong                        | Carmen Small                             | Amber Neben                              |
| 2016 | Carmen Small                             | Amber Neben                              | Kristin Armstrong                        |
| 2017 | Amber Neben                              | Lauren Stephens                          | Leah Thomas                              |
| 2018 | Amber Neben                              | Tayler Wiles                             | Emma White                               |
| 2019 | Amber Neben                              | Chloé Dygert                             | Leah Thomas                              |
| 2020 | No disputats per la pandèmia de COVID-19 | No disputats per la pandèmia de COVID-19 | No disputats per la pandèmia de COVID-19 |
| 2021 | Chloé Dygert                             | Amber Neben                              | Leah Thomas                              |
| 2022 | Leah Thomas                              | Amber Neben                              | Lauren Stephens                          |
| 2023 | Chloé Dygert                             | Lauren Stephens                          | Amber Neben                              |
| 2024 | Taylor Knibb                             | Kristen Faulkner                         | Amber Neben                              |
| 2025 | Emily Ehrlich                            | Kristen Faulkner                         | Alia Shafi                               |